# Dan Bakkedahl

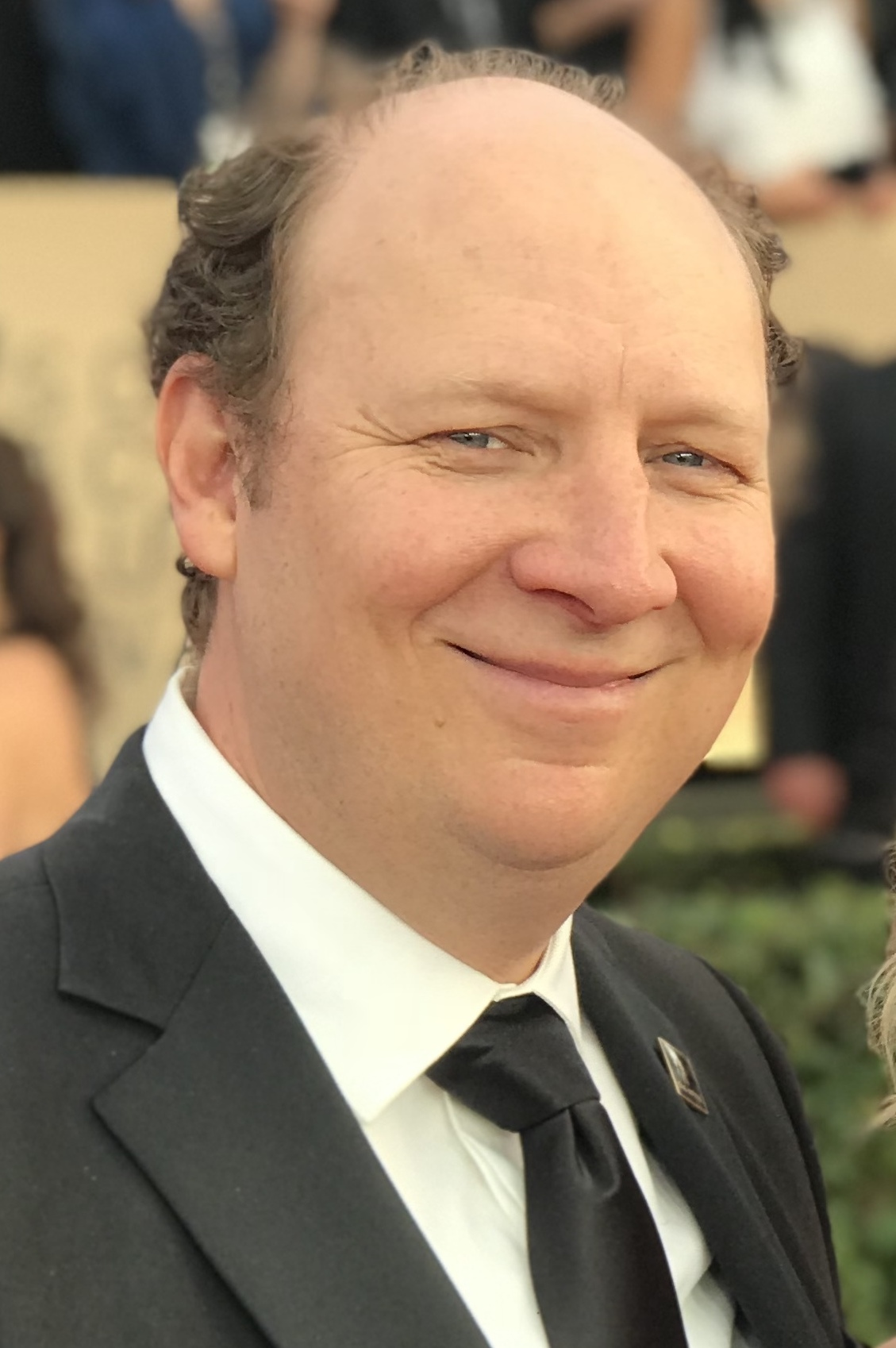
Dan Bakkedahl bei den Screen Actors Guild Awards 2018

Dan Bakkedahl (* 18. November 1969 in Rochester, Minnesota) ist ein US-amerikanischer Schauspieler und Comedian der The Second City.

## Leben und Karriere
Dan Bakkedahl wurde in der Stadt Rochester im US-Bundesstaat Minnesota geboren und wuchs in Stuart, Florida, auf. Er ist teilweise norwegischer Abstammung. Nach der Schule studierte er sowohl an der St. Cloud State University als auch an der Florida State University.
Einige Zeit später zog es ihn nach Chicago, wo er u. a. mit der Gruppe The Second City auftrat. Auch heute tritt er noch auf Bühnen, wie dem Upright Citizens Brigade Theatre oder dem Magnet Theater in New York auf. Seit 2002 tritt er auch in Film und Fernsehen auf. Seine erste größere Rolle hatte er in The Daily Show von 2005 bis 2007, in der er sowohl als Korrespondent agierte, als auch sich selbst spielte. Danach zog er nach Los Angeles und übernahm vor allem Gastrollen in Serien, wie How I Met Your Mother, Das Büro, Hot in Cleveland oder Dollhouse. Daneben übernahm er Nebenrollen in Filmen wie Taffe Mädels und Immer Ärger mit 40.
Von 2012 bis 2019 hatte Bakkedahl die wiederkehrende Rolle des Roger Furlong in der HBO-Serie Veep – Die Vizepräsidentin inne. Außerdem übernahm er Nebenrollen in Die Goldbergs und The Mindy Project. 2015 war er in Hitman: Agent 47 und Trumbo zu sehen und spielte seitdem bis 2019 die Rolle des Tim Hughes in der Serie Life in Pieces. 2020 übernahm er eine Nebenrolle in der Serie Space Force, die beim Streaminganbieter Netflix veröffentlicht wurde.

## Filmografie (Auswahl)
- 2002: One Man’s Ceiling
- 2005–2007, 2015: The Daily Show (Fernsehserie, 41 Episoden)
- 2007: Crime Fiction
- 2007: Law & Order (Fernsehserie, Episode 17x11)
- 2008: The Return of Jezebel James (Fernsehserie, Episode 1x03)
- 2009: Das Büro (The Office, Fernsehserie, Episode 5x12)
- 2009: Dollhouse (Fernsehserie, Episode 1x05)
- 2009: Shopping-Center King – Hier gilt mein Gesetz (Observe and Report)
- 2009: Welcome to Academia
- 2010: Mayne Street (Fernsehserie, 2 Episoden)
- 2010: How I Met Your Mother (Fernsehserie, Episode 6x08)
- 2011: Hot in Cleveland (Fernsehserie, Episode 2x08)
- 2011: Lass es, Larry! (Curb Your Enthusiasm, Fernsehserie, 8x06)
- 2011–2012: Community (Fernsehserie, 4 Episoden)
- 2012: The League (Fernsehserie, Episode 4x01)
- 2012: Immer Ärger mit 40 (This is 40)
- 2012–2019: Veep – Die Vizepräsidentin (Veep, Fernsehserie, 24 Episoden)
- 2013: Four Dogs
- 2013: Taffe Mädels (The Heat)
- 2013: Grimm (Fernsehserie, Episode 3x03)
- 2013–2014: Legit (Fernsehserie, 26 Episoden)
- 2014: Blutiger Auftrag – Es gibt kein Entkommen (Not Safe for Work)
- 2014: Californication (Fernsehserie, Episode 7x07)
- 2014: Major Crimes (Fernsehserie, Episode 3x08)
- 2014: Gotham (Fernsehserie, Episode 1x03)
- 2014: Bad Judge (Fernsehserie, Episode 1x04)
- 2014–2020: Die Goldbergs (The Goldbergs, Fernsehserie, 8 Episoden)
- 2015: Der Knastcoach (Get Hard)
- 2015: Battle Creek (Fernsehserie, Episode 1x09)
- 2015: The Escort – Sex Sells (The Escort)
- 2015: Hitman: Agent 47
- 2015: Trumbo
- 2015: The Mindy Project (Fernsehserie, 7 Episoden)
- 2015–2019: Life in Pieces (Fernsehserie, 79 Episoden)
- 2016: TripTank (Fernsehserie, 2 Episoden)
- 2016: Brave New Jersey
- 2017: Man Seeking Woman (Fernsehserie, Episode 3x04)
- 2017: Battle of the Sexes – Gegen jede Regel (Battle of the Sexes)
- 2017: Tarantula (Fernsehserie, 9 Episoden)
- 2018: Taco Shop
- 2018: Action Point
- 2019: Sword of Trust
- 2020: Tales from the Loop (Fernsehserie, 3 Episoden)
- 2020: Space Force (Fernsehserie, 5 Episoden)
- 2023: Barry (Fernsehserie, Episode 4x3)
- 2023: Not an Artist
- 2023: Sick Girl – Lügen haben kurze Beine (Sick Girl)